# Tweede Kamerverkiezingen in het kiesdistrict Arnhem (1848-1850)
Tweede Kamerverkiezingen in het kiesdistrict Arnhem (1848-1850) geeft een overzicht van verkiezingen voor de Nederlandse Tweede Kamer in het kiesdistrict Arnhem in de periode 1848-1850.
Het kiesdistrict Arnhem werd ingesteld na de grondwetsherziening van 1848. Tot het kiesdistrict behoorden de volgende gemeenten: Apeldoorn, Arnhem, Doorwerth, Ede, Renkum, Rheden en Rozendaal.
Het kiesdistrict Arnhem vaardigde in dit tijdvak per zittingsperiode één lid af naar de Tweede Kamer.
Legenda
- cursief: in de eerste verkiezingsronde geëindigd op de eerste of tweede plaats, en geplaatst voor de tweede ronde;
- vet: gekozen als lid van de Tweede Kamer.

## 30 november 1848
De verkiezingen werden gehouden na ontbinding van de Tweede Kamer, na inwerkingtreding van de herziene grondwet.
|                                 | 30 november |
| ------------------------------- | ----------- |
| Kiesgerechtigden                | 949         |
| Opkomst                         | 851         |
| Geldige stemmen                 | 824         |
| Blanco stemmen                  | 2           |
| Kandidaten                      |             |
| J.T.H. Nedermeyer van Rosenthal | 432         |
| W.H. Dullert                    | 330         |
| J. Backer                       | 16          |
| J. van 's Gravenweert           | 16          |

## 7 december 1849
Johan Nedermeyer van Rosenthal, gekozen bij de verkiezingen van 30 november 1848, trad op 31 oktober 1849 af vanwege zijn toetreding tot het op 1 november 1849 aangetreden kabinet-Thorbecke I. Om in de ontstane vacature te voorzien werd een tussentijdse verkiezing gehouden.
|                         | 7 december | 20 december |
| ----------------------- | ---------- | ----------- |
| Kiesgerechtigden        | 929        | 929         |
| Opkomst                 | 592        | 696         |
| Geldige stemmen         | 584        | 692         |
| Blanco stemmen          | 5          | 4           |
| Kandidaten              |            |             |
| E.W. van Dam van Isselt | 182        | 494         |
| J.H.G. Boissevain       | 165        | 198         |
| J.M. de Kempenaer       | 96         |             |
| J.F.W. van Es           | 59         |             |
| E. van Lynden           | 16         |             |
| J. Backer               | 11         |             |

## Voortzetting
In 1850 werd het kiesdistrict Arnhem omgezet in een meervoudig kiesdistrict, waaraan gedeelten van de opgeheven kiesdistricten Harderwijk (de gemeenten Barneveld, Ermelo, Harderwijk, Nijkerk en Putten) en Elst (de gemeenten Hemmen, Heteren en Wageningen) en van het kiesdistrict Zutphen (de gemeente Brummen) toegevoegd werden.